# Слатна
Слатна (словен. Slatna) — поселення в общині Радовлиця, Горенський регіон, Словенія. Висота над рівнем моря: 638,1 м.